# Ulrika Bergquist
Ulrika Helena Bergquist, född 2 december 1969 i Göteborg, är en svensk journalist och TV-programledare som arbetar på TV4 Media. Hon är nyhetsankare på TV4-nyheterna och Ekonominyheterna, och har tidigare varit programledare för Nyhetsmorgon och på TV4-nyheterna Stockholm, där hon även var journalistklubbens ordförande. Bergquist har också varit programledare för Cityliv, Sommarstockholm och Närbilden. Hon är född och uppvuxen i Göteborg men bor numera i Stockholm. Dessutom har hon i mitten av 1990-talet arbetat på Sveriges Radio P3.